# Cyrtandra cominsii
Cyrtandra cominsii är en tvåhjärtbladig växtart som beskrevs av Hemsley. Cyrtandra cominsii ingår i släktet Cyrtandra och familjen Gesneriaceae. Inga underarter finns listade i Catalogue of Life.